# Nelson Fernández
Nelson Fernández Salvidio (Montevideo, 14 de marzo de 1962) es un periodista uruguayo, analista económico, analista político, escritor y docente universitario, profesional en medios de comunicación. Desde 2021 es Gerente de Informativos de Canal 10. 

## Biografía
Nació el 14 de marzo de 1962 en el barrio Brazo Oriental de Montevideo, como hijo de León Fernández y de Ida Salvidio Sica. Por familia paterna tiene raíces en San José de Mayo y por la familia materna con inmigrantes italianos de Calabria.
Está casado con Pilar Serrano desde 1985, con tres hijos: Pablo (1986), Diego (1988) y Silvana (1990). Tiene dos nietos; Noah (2022) y Amelia (2023).
Escribió en el periódico montevideano El Observador y se desempeña como corresponsal del diario argentino La Nación. Se especializa en temas políticos.
Es Gerente de Informativos de Canal 10 “Subrayado” y corresponsal del diario argentino La Nación. Adicionalmente dirige “Lead/News”, un servicio de información y análisis sobre Uruguay y es Editor-Investigador de CERES (Centro de Estudios de la Realidad Económica y Social, Editor-Investigador). 
Radios
- 1981-1983  CX 38 Radio Sodre Informativista en programas deportivos, integrante del programa “Gente de Fútbol” entre semana y transmisiones de partidos de fútbol.
- Entre 1983 y 1984 fue periodista de CX 4 Radio Rural y de 1983 1985 en CX 30 La Radio
- 2004-2009: CX 8 Radio Sarandi 690 am, columnista en “Las Cosas en su Sitio”
- 2006: CX 8 Radio Sarandi 690 am. Conductor del programa “Pasado Mañana”
- 2009-2010: CX 12 Radio Oriental 770 am columnista político en “Tiempo Presente”
- 2011-2014: Radio El Espectador 810am, conductor del programa “810 Vivo Tarde”
- 2019-2020: Radio Sarandí 690 am, Columnista y Coconductor de “El Cuarto Secreto”
- 2019-2020: Teledoce, conductor periodístico del programa “Séptimo Día”
- Desde 2020: Azul FM – La Pecera, analista político

Diarios y revistas
- 1980: Publicaciones juveniles no formales en medio de la campaña del plebiscito de 1980
- 1984: Diario “Cinco Días”
- 1984-1987: Diario “La Hora”:
- 1987: diario “Con todo”,
- 1987-1988: Diario: “La República”
- 1988-2004: Revista Semanal “Búsqueda” periodista político, cronista parlamentario, cronista en Casa de Gobierno, Editor de Economía, Subsecretario General de Redacción, columnista y editorialista
- 2008: Revista Semanal “Búsqueda”, columnista de Economía y Política
- 2009-2021 Diario “El Observador”, columnista de Política y de Economía [6]
- 2024 Forbes Uruguay, columnista [7]

Televisión
- 2004-2008: Canal 10, Director Periodístico de los noticieros “Subrayado”
- 2009-2019: Nuevo Siglo TV, conduce el programa “Claves Políticas” y director periodístico de NSTV
- 2010-2011: Canal 12-Teledoce, Columnista de Política y Economía en “Día Perfecto”
- Desde 2021: Gerente de Informativos de Canal 10 “Subrayado”

Corresponsal para medios extranjeros
- 1988-1999: Revistas Panorama (Bs. Aires); Urgente & Especial (Bs. Aires) y Mercosul (San Pablo, Brasil), columnas
- Desde 2000: Diario La Nación de Buenos Aires.

Otras actividades
- Desde 2011 es el analista de Uruguay para Oxford Analytica (Reino Unido),
- Entre 2011 y 2017 fue el Analista de Uruguay para Infolatam con sede en España,
- Fue socio líder de la Fundación Avina en tareas de voluntariado
- De 2003 a 2018 fue analista en CADAL Centro para la Apertura y el Desarrollo de América Latina
- Desde 2014 dirige “Lead/News”, el servicio de información y análisis sobre Uruguay.
- Desde 2020: CERES Centro de Estudios de la Realidad Económica y Social, Editor-Investigador

Coberturas periodísticas en el exterior
- Cumplió misiones al exterior para coberturas de visitas de Estado de presidentes, cumbres internacionales, foros y seminarios, así como asambleas de los organismos internacionales.
- Estuvo en la cobertura de reuniones políticas sobre acuerdos en Sudamérica, giras por Europa, Norteamérica y Nueva Zelanda
- Realizó coberturas de cumbres presidenciales del “Grupo de Río” (Colombia; 1991), Mercosur (Las Leñas, Argentina; 1992), Mercosur y Unión Europea (Dublin, Irlanda; 1996), Asamblea Anual del Banco Interamericano de Desarrollo BID (Paris; 1999 y Fortalez 2002), Asamblea del FMI (Washington, 1998), Congreso Mundial de Economía (1999), Elecciones presidenciales de EEUU (2008), Crisis financiera de Europa (2011), entre otros.

## Actividad docente
- Universidad Católica (1996-2013) Docente de Periodismo y de Economía en Licenciatura en Comunicación Social. Tutor de tesis y miembro de tribunales de graduación.
- Universidad ORT (1998-2001) Docente de “Economía” en Comunicación Social: Tutor de tesis y miembro de tribunales de graduación.
- Universidad de Montevideo (2019) Docente de “Comunicación Política” y “Sistemas Políticos”. IEEM-Escuela de Negocios de UM (2018-2024) coordinación del ciclo de conferencias políticas.
- Instituto Militar de Estudios Superiores (2021) Docente tutor de investigación de oficiales del Ejército.
- Desde 2022 - Escuela de Guerra de la Armada (2022-2024)
- CERES – Escuela de Democracia: Dirección del programa de capacitación en partidos políticos y democracia, en programa creado para jóvenes de todos los sectores políticos de todos los partidos de Uruguay.

## Actividad gremial
Comienza la actividad gremial durante el régimen militar que se mantuvo en el gobierno de facto uruguayo (1973 a 1985). En 1983 participa como estudiante universitario en la fundación de la ASCEEP (Asociación Social y Cultural de Estudiantes de la Enseñanza Pública). Ese año se integra en el gremio de los periodistas a la central sindical que comenzó a a agruparse bajo la denominación “Plenario Intersindical de Trabajadores” (PIT), como continuación de la entonces proscripta “Convención Nacional de Trabajadores” (CNT).
Desde 1983 es integrante de la Asociación de la Prensa Uruguaya (APU).
En 1996 participó como socio fundador del Primer Congreso de la Asociación Interamericana de Periodistas de Economías y Finanzas (AIPEF).

## Libros publicados
- El Gobierno de la Izquierda Ensayo sobre la llegada del Frente Amplio al gobierno (2004)
- ¡Maldita Crisis! Ensayo sobre crisis financieras y la crisis hipotecaria de EE. UU. (2008)
- Quién es quién en el Gobierno de Mujica Ensayo sobre la historia de la izquierda uruguaya, y liderazgo de José Mujica, Tabaré Vázquez y Danilo Astori. Editorial Fin de Siglo - 2010
- Una democracia Única Tomo I - Divisas, ideas y partidos (coautoría con Hugo Machín) Historia de los partidos políticos y las ideas, de 1808 a 2016. Editorial Fin de Siglo, marzo, 2017
- Una democracia Única Tomo II - Votaciones y liderazgos (coautoría con Hugo Machín) Historia de las elecciones, plebiscitos, prensa, personalidades políticas. Editorial Fin de Siglo – setiembre, 2017
- El voto del agua tibia Ensayo por qué el FA ganó, por qué fue reelecto, por qué estaba en riesgo (2017)
- A boca de urna Ensayo, segundo de trilogía sobre la tendencia para elecciones (2019)
- Triunfo multicolor Ensayo, tercero de trilogía sobre ciclo electoral; ¿por qué ganó Lacalle Pou? (2019)
- El Secreto de la Cometa Cuentos para niños, edición privada (2021)
- El Golpe de Estado de 1973 Ensayo sobre las claves de la caída de la democracia Editorial Sudamericana (2023)
- El Sillón Presidencial sobre como hizo cada presidente para llegar al poder. Penguin Random House (2024)